# Lijst van voetbalinterlands Egypte - Tsjecho-Slowakije
.Deze lijst van voetbalinterlands is een overzicht van alle officiële voetbalwedstrijden tussen de nationale teams van Egypte en Tsjecho-Slowakije. De landen speelden drie keer tegen elkaar. De eerste ontmoeting was een vriendschappelijke wedstrijd op 13 december 1957 in Caïro. Het laatste duel, eveneens vriendschappelijk, vond plaats in de Egyptische hoofdstad op 4 januari 1992.

## Wedstrijden
| № | Plaats | Datum            | Competitie        | Wedstrijd                  | Uitslag |
| - | ------ | ---------------- | ----------------- | -------------------------- | ------- |
| 1 | Caïro  | 13 december 1957 | Vriendschappelijk | Egypte – Tsjecho-Slowakije | 1 – 2   |
| 2 | Brno   | 4 april 1990     | Vriendschappelijk | Tsjecho-Slowakije – Egypte | 0 – 1   |
| 3 | Caïro  | 4 januari 1992   | Vriendschappelijk | Egypte – Tsjecho-Slowakije | 2 – 0   |

## Samenvatting
| Competitie        | Totaal gespeeld | Winst Egypte | Gelijk | Winst Tsjecho-Slowakije | Doelsaldo Egypte – Tsjecho-Slowakije |
| ----------------- | --------------- | ------------ | ------ | ----------------------- | ------------------------------------ |
| Vriendschappelijk | 3               | 2            | 0      | 1                       | 4 − 2                                |
| Totaal            | 3               | 2            | 0      | 1                       | 4 − 2                                |

Wedstrijden bepaald door strafschoppen worden, in lijn met de FIFA, als een gelijkspel gerekend.